# Bodó László
Bodó László (Budapest, 1970. december 26. –) labdarúgó, középpályás, edző.

## Pályafutása

### Játékosként
A sport gyermekkorától kezdve fontos szerepet töltött be az életében. Ennek megfelelően sporttagozatos iskolában végezte tanulmányait. A kezdeti időkben sífutó volt és egyesületi szinten a Vasasban sportolt, ahol többször is érmet nyert és jó helyezéseivel hívta fel magára a figyelmet. 14 évesen nyergelt át a labdarúgásra. Nevelő egyesülete a Pénzügyőr SE lett, ahol a serdülő csapat tagja volt két éven keresztül, majd a szép múltú Bp. Volánhoz került és a közlekedésieknél is lett felnőtt labdarúgó. Az akkor élvonalbeli klub tartalékcsapatában játszott. A katonai behívó alaposan megváltoztatta pályája irányát. Sorkatonaként a sportszázadhoz osztották be és mint a Volán kölcsönjátékosa Mezőtúrra került, a helyi honvédcsapathoz, amely az NB. III-ban szerepelt. A leszerelést követően maradt az alföldi városban, ahol további másfél évadot játszott. Ezt követően két évre Szentendrére, az NB. III-as csapathoz, egy évre a szintén harmadosztályú Dabashoz, a következő évben pedig megyei osztályban szereplő budakalászi egyesülethez igazolt. A Budakalásszal megnyerték a bajnokságot és az NB. III-ba jutottak. 1996 nyarán igazolt a Honti József által vezetett Dorogi FC csapatához, amellyel az évad végén bajnokok lettek az NB. III-ban és a sikeres osztályozót követően bejutottak az NB. I/B-be. Sikeres teljesítményüket a Magyar Kupa Megyei döntőjének megnyerésével tették fényesebbé és bejutottak a kupa országos döntőjébe. Addigra már a dorogi csapat biztos pontjaként szinte állandó kezdőember volt. A bajnokság végén a csapat szerencsétlenül kiesett és az NB. II-ben folytatta. Számára kétszeresen is fájó volt a búcsú a magasabb osztálytól, ugyanis a zárófordulóban, a Sopron elleni mérkőzésen a játék hevében durván fejbe rúgták az ellenfél 16-os vonalán belül. Az esetet követően eszméletét vesztette és kórházba került. A dorogiak 11-eshez jutottak a szabálytalanság következtében, de kihagyták a büntetőt 0-0-s állásnál és végül 1-1-es döntetlennel zárult a találkozó, ami a csapat kiesését jelentette, mert az ellenlábas tiszaújvárosi csapat nem várt 2-0-s győzelmet aratott az élbolyban tanyázó Érd otthonában. Két évvel később, a profi liga felállítása által az NB. I-nek nevezett kiemelt másodosztályba jutottak. Ez a siker többszörösen is értékes volt a dorogiak szemszögéből, ugyanis a teljes tavaszi szezont pénz nélkül küzdötték végig, mivel a klubkassza kiürült és menet közben sem sikerült támogatót találniuk. A felsőbb osztályban való indulás előtt némileg enyhültek az egyesület pénzügyi gondjai, de még így is roppant szerény körülmények közepette kellett felvenniük a versenyt a többi NB. I-es csapattal. Ennek ellenére sikeresen megőrizték NB. I-es tagságukat a 2000. évi évad után, majd a 2000-2001-es évi bajnokságot követően is, bár akkor a szerencsének is köszönhették a bennmaradásukat. Szintén szerencsésen bennmaradhattak volna 2002-ben is, de a klub nem tudta felmutatni az indulásnál kötelezően előírt anyagi fedezetet, így az NB. II-be kényszerültek. Bár a csapat stabilan az élbolyban végzett, 2003 nyarán anyagi problémák miatt a klub maga indítványozta besorolását az NB. III-as mezőnyhöz. A 33. életévében járó játékos ekkor határozott úgy, hogy hátralevő pályafutását Zsámbékon fogja tölteni. Tekintve, hogy új egyesülete menet közben szintén az NB. III. tagja lett és egy csoportba került a Doroggal, így egykori klubja ellen is játszott. Végül 2011-ben fejezte be az aktív játékot. Kiváló közösségi szellemű, csupaszív játékosként jellemezték. A pályán kívül is szerény, közvetlen és barátságos embernek ismerték, amellyel méltán váltotta ki a sportvezetők, a játékostársak és a szurkolók megbecsülését és szeretetét.

### Edzőként
Még aktív játékosként párhuzamosan edzősködni is kezdett 2003-ban, a Dorogról Zsámbékra való igazolása mellett utánpótlás edzőként mutatkozott be Perbálon. A megyei osztályban szereplő csapatával szép eredményeket ért el. Minden évre jutott egy bajnoki érem. Később Zsámbékon folytatta a helyi utánpótlás csapat vezetését, ahol még nagyobb sikereket tudott felmutatni, amelynek értékét növeli, hogy magasabb osztályban sikerült mindezt elérnie. 2010. és 2011. között az NB. III-as felnőtt zsámbéki csapatot is irányította. 2011-ben visszatért a dorogi klubhoz, ahol az ifjúságiakat vezeti napjainkban is.

## Sikerei, díjai

### Játékosként
Budakalász: 
- Megyei bajnoki cím és NB. III-ba jutás (1996.)

Dorog: 
- NB III-as bajnoki cím (1997.)
- Sikeres osztályozó - NB. I/B-be jutás (1997.)
- NB. II-es bajnoki bronzérem (1999.)
- NB. I-be (kiemelt másodosztály) jutás (2000.)
- Háromszoros Magyar Kupa Megyei döntő-győztes (1997, 1999, 2002.)
- Külön elismerésként: A dorogi szurkolók 1998 és 2003 között többször az év játékosának választották

Zsámbék:
- Megyei bajnoki cím és NB. III-ba jutás (2009.)

### Edzőként
Perbál:
- Háromszoros ezüst- és egyszeres bronzérmes a megyei utánpótlás bajnokságban.

Zsámbék:
- Kétszeres NB. III-as utánpótlás bajnoki cím
- Kétszeres ezüst- és egyszeres bronzérmes az utánpótlás NB. III-as és az NB. II-es bajnokságban

Dorog:
- Bajnoki bronzérmes az U19-es korosztályos NB II-es bajnokságban, 2013)

## Érdekesség
1996 nyár végén egy újságcikk jelent meg a bajnokság 3. fordulójában, miszerint az ő mesterhármasával nyert a Dorog idegenben, de Honti mester a következő mérkőzésen nem játszatta kezdő tizenegyben. Miféle extra teljesítmény kell még Dorogon ahhoz, hogy egy mesterhármast elérő játékos meg sem felel? - kritizált a cikk írója. Néhány nappal később Honti sarkalatos választ adott, miután reagált a cikkre, amikor azt nyilatkozta, hogy természetesen az a játékos, aki mesterhármast lő egy meccsen, annak helye van a csapatban és ennek megfelelően kezdőként lépett pályára az elmúlt forduló hőse, Bajor Tibor, ugyanis mint kiderült és a túlbuzgó újságíró tévesen tudott, hogy nem Bodó, hanem Bajor lőtte mindhárom dorogi gólt.

## Családja
A Dorogra történő igazolását követően a bányászvárosban is telepedett le. Jelenleg is - immár 15. éve - Dorogon él feleségével és lányával.